# Телеканал АРТ
АРТ — казахстанский телеканал. Штаб-квартира находится в Караганде. Частный телеканал в Казахстане начал своё вещание 15 октября 2002 года под брендом «АРТ (Абсолютно Реальное Телевидение)». С 15 октября 2009 года телеканал «АРТ (телеканал)|АРТ (Абсолютно Реальное Телевидение)» был заменён на Новое Телевидение. Основатель телеканала АРТ — Никонович Руслан.

## История
Телекомпания АРТ вышла в телевизионный эфир 15 октября 2002 года на 39 ДМВ диапазоне.
В 2003 году телеканал запустил новостную программу «Актуально».
В 2003 году телеканал запустил первое в Казахстане реалити-шоу «За стеклом Сулпак», парень и девушка жили за стеклом месяц под прицелом видеокамер в прямом эфире.
В 2006 году запущено первое в Казахстане ток-шоу «АРТрестлинг».
В 2007 году телеканал запустил первое в Казахстане интернет вещание.
В середине 2007 году телеканал впервые начал вещать в кабельных сетях в цифровом формате: MPEG-2, MPEG-4.
В мае 2009 года прокуратура потребовала «прекратить выход в эфир Телекомпании АРТ и аннулировать его свидетельство о постановке на учёт».. 10.06.09 судья специализированного межрайонного экономического суда Марал Жамбурбаева полностью удовлетворила исковые требования прокуратуры.
15 октября 2009 года телеканал АРТ возобновил вещание под брендом «Новое Телевидение»

## Программы
- 5 Вопросов
- АРТрестлинг
- АРТИКУЛ
- СПЕЦРЕП
- АЗБУКА ЗДОРОВЬЯ
- «ТВОЙ ФОРМАТ». ДНЕВНИК
- пАРТизаны!
- АКТУАЛЬНО
- Народный Корреспондент

## Спец.проекты
- Хрустальный башмачок
- Детские Новости

## Благотворительные акции
| Название               | Дата проведения        |
| ---------------------- | ---------------------- |
| Радуга на асфальте     | 2006, 2007, 2008 года. |
| Мы с тобой одной крови | с 25 августа 2008      |
| Мечты из детства       | декабрь 2008 года      |